# كولن كونور
كولن كونور (بالإنجليزية: Colin Connor)‏ هو مصمم رقص بريطاني، ولد في 18 يونيو 1954 في لندن في المملكة المتحدة.

## وصلات خارجية
- الموقع الرسمي